# Медина
Медина (арап. المدينة المنورة) је град у региону Хиџаз, западни део Саудијске Арабије и средиште је провинције Ел Медина. То је други свети град у исламу, и место где је сахрањен Мухамед. Према попису из 2022. било је 1.411.599 становника.
Пре Мухамеда, овај град се звао „Јатриб”.

## Географија
Медина заузима површину од 589 km2 од тога 293 km2 је урбано градско средиште. Град има четрдесет и пет прекрасно уређених паркова са површином преко милион квадратних метара. За одржавање паркова се брине преко 3000 радника. Осим тога, ту је 15 приватних болница и 54 здравствена центра. Заступљена је суха клима. Температуре се крећу од 30 °C до 46 °C љети, а зими од 15 °C до 25 °C.

## Историја
Медина се први пута писано помиње у 6. веку п. н. е. у старим асирским текстовима као „Јатрибу”. Први људи који су запосјели оазу Медине су били људи из племена Бену Матравил и Бену Хауф који тврде да воде директно поријекло од Шама, Нојевог сина. Они су били први који су посадили дрвеће. Када су се доселили јеменска племена Бену Аус и Бену Хазреџ, већ су у њему живјела отприлике 70 арапских и 20 јеврејских племена.
Јевреји су дошли у град у 2. вијеку у јеку Јеврејско-римског рата. Три проминентна јеврејска племена се помињу: Бену Кајнука, Бену Курејза и Бену Надир.
Ситуација у граду се мијења доласком два арапска племена са подручја Јемена, по имену Бену Аус и Бену Хазреџ. Ова племена су радила за Јевреје, али су послије се побунили и постали независни. До краја петог стољећа Јевреји су изгубили контролу над градом од та два племена али је њихова присутност остала веома јака.
Када је Мухамед начинио Хиџре у Медину, јеврејска и арапска племена која су ратовала тада већ 120 година, склопила су међусобну алијансу. Тако су Јевреји из племена Бену Надир и Бену Курејза склопили савез са арапским племеном Бену Аус, док су Јевреји из племена Бену Кајнука склополи савез са Бену Хазреџ.

### Долазак Мухамеда
Долазак Мухамеда и Мухаџира 622. године, из Меке у Јасриб (Медину) је догађај који је из темеља промијенио политички и религиозни састав града. Дугогодишње ривалство и непријатељство између племена Аус и Хазреџ су нестали; многи од припадника оба племена су прешли на ислам. Мухамед, који је повезан крвно са Хазреџом преко пра-нане је ускоро ујединио конвертоване припаднике оба племена и дао им име Енсарије. Град добија име Медина што дословно на арапском језику значи — град. Неки сматрају да је то изведеница из древног имена града „Мединта”. Муслимани и Јевреји су потписали споразум, такозвану „мединску повељу” („медински устав”) који обавезује Јевреје и муслимане на међусобну сарадњу.

### Средњовјековна Медина
За вријеме владавине прве четворице калифа (Рашидунски калифат) границе исламског царства су се прошириле на велике свјетске центре као што је Дамаск, Багдад, Јерусалим и калифат се премјестио у Дамаск, али је Медина увијек остала духовни центар исламског калифата. Од 1517. Медина је под влашћу Османског царства.

### Модерна Медина
На почетку 20. стољећа у Првом свјетском рату, Медина се суочила са најдужом опсадом у својој историји. Медина је тада био град у склопу Османског царства. Локална власт је била у рукама Хашимитског племена, како Медине тако и Меке. Вођа хашимитског племена Али Ибн Хусејн је подигао устанак против турске власти уз подршку западних земаља (Уједињено Краљевство). Град је био под опсадом од 1916. до 1919. након чега су турске власти су предале град. Хашимити су се прогласили краљевима независног Хеџаза, али су 1924 побијеђени од арапске породице Ибн Сауд који су интегрисали Медину и Хиџаз у Краљевина Саудијска Арабија.

## Становништво
Према попису, у граду је 2004. живело 918.889 становника.
| 1974.   | 1992.   | 2004.   |
| ------- | ------- | ------- |
| 198.186 | 608.295 | 918.889 |